# Hmilna, Kiev-Sveatoșîn
Hmilna (în ucraineană Хмільна) este un sat în comuna Buzova din raionul Kiev-Sveatoșîn, regiunea Kiev, Ucraina.

## Demografie
Componența lingvistică a localității Hmilna
     Ucraineană (94,78%)
     Rusă (4,48%)
     Alte limbi (0,75%)
Conform recensământului din 2001, majoritatea populației localității Hmilna era vorbitoare de ucraineană (94,78%), existând în minoritate și vorbitori de rusă (4,48%).